# Abell 1689
Abell 1689 é um aglomerado de galáxias localizado aproximadamente a 2,2 bilhões de anos-luz, na constelação de Virgem. É um dos maiores aglomerados conhecidos e sua massa age como uma lente gravitacional, distorcendo a luz de galáxias próximas para um observador na Terra.
Através de seu efeito de lente foi possível a descoberta da galáxia A1689-zD1, situada à uma distância de 12,8 bilhões de anos-luz da Terra, é uma das galáxias mais distantes já descobertas.
De acordo com observações feitas através do telescópio Hubble, é estimado que Abell 1689 contenha uma população de 160 milhões de aglomerados globulares, uma das maiores populações já observadas.

## Galeria

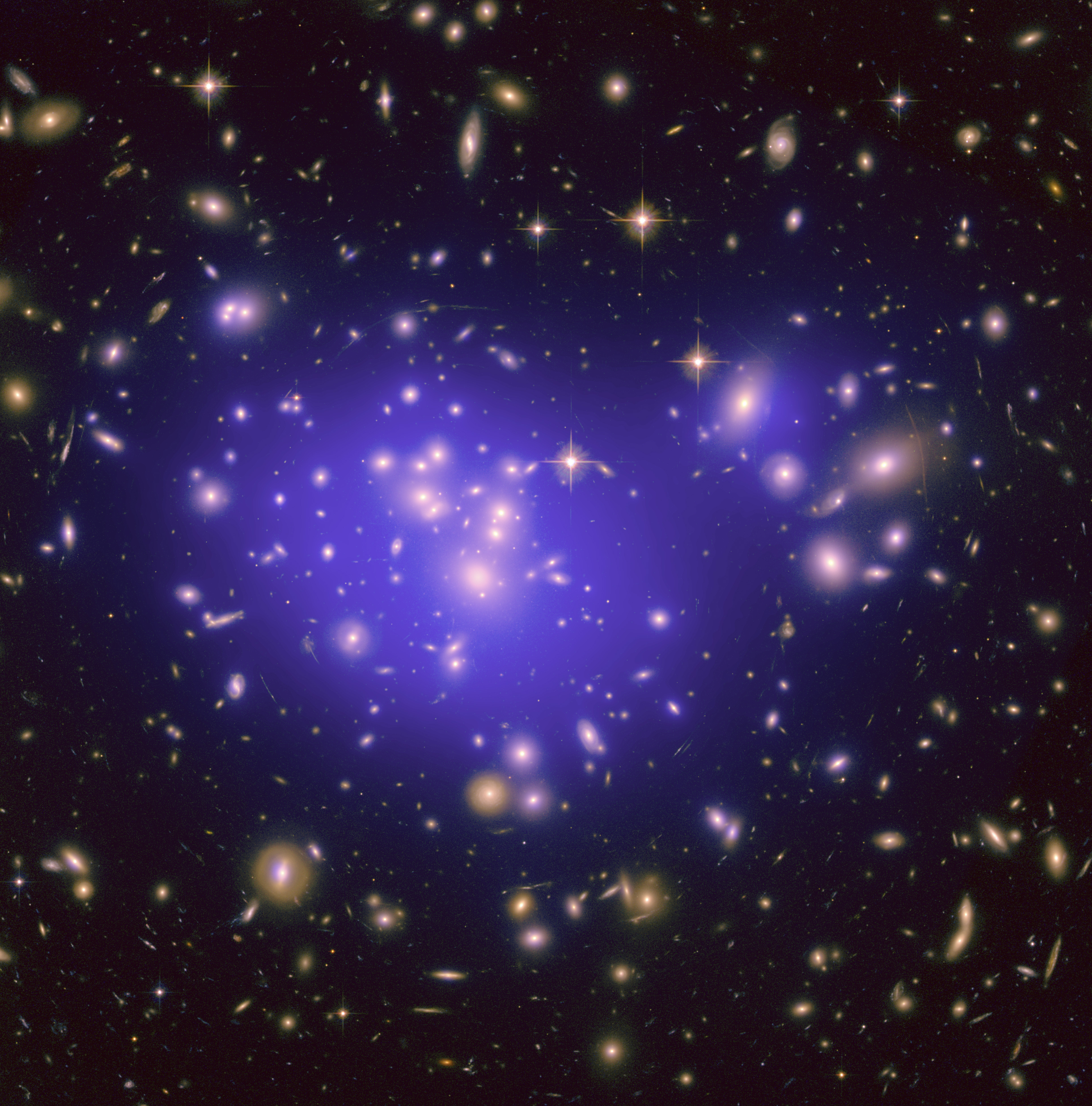
Mapa mostrando presença de matéria escura visto por raios x.
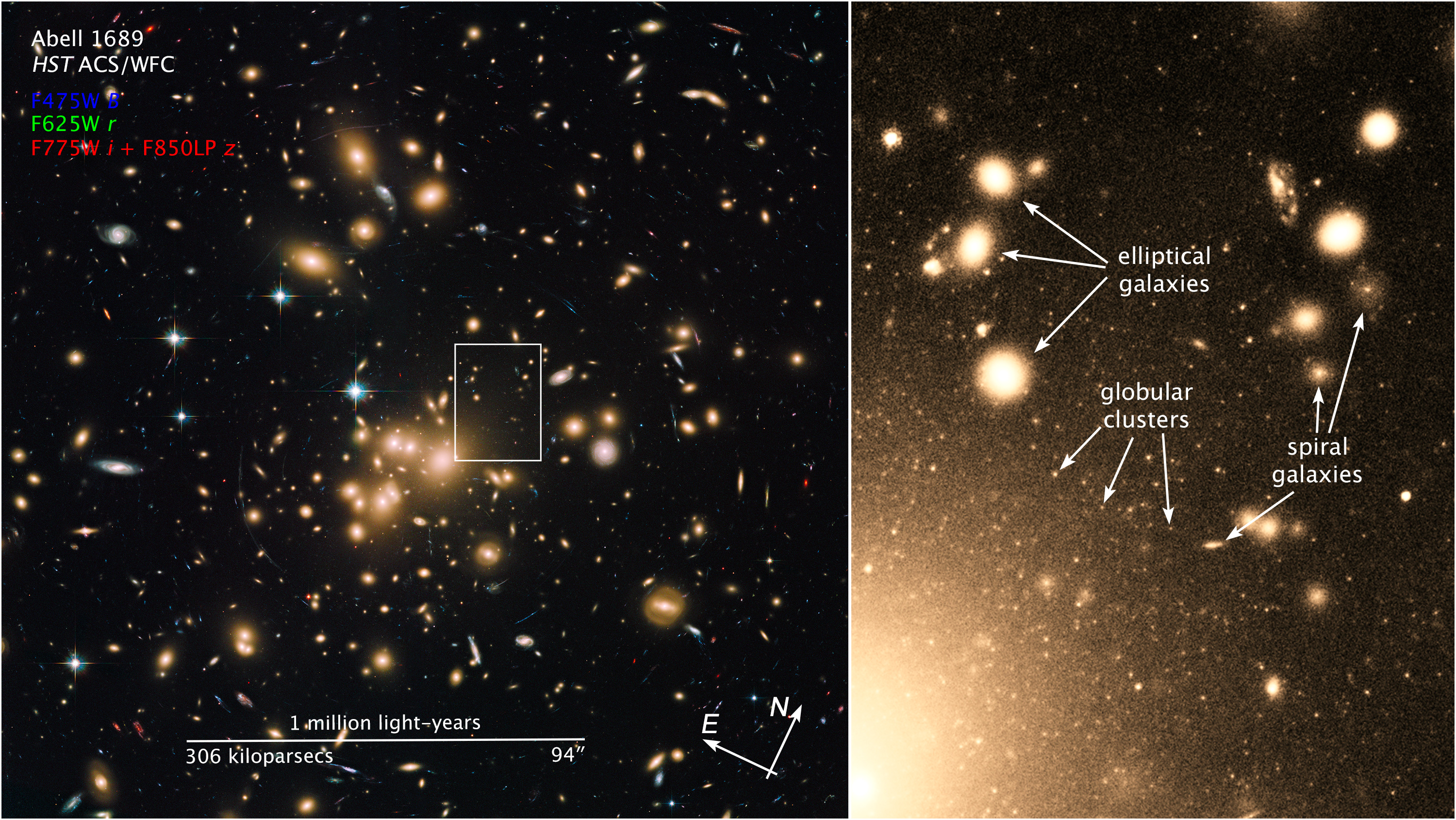
Aglomerados globulares em Abell 1689.
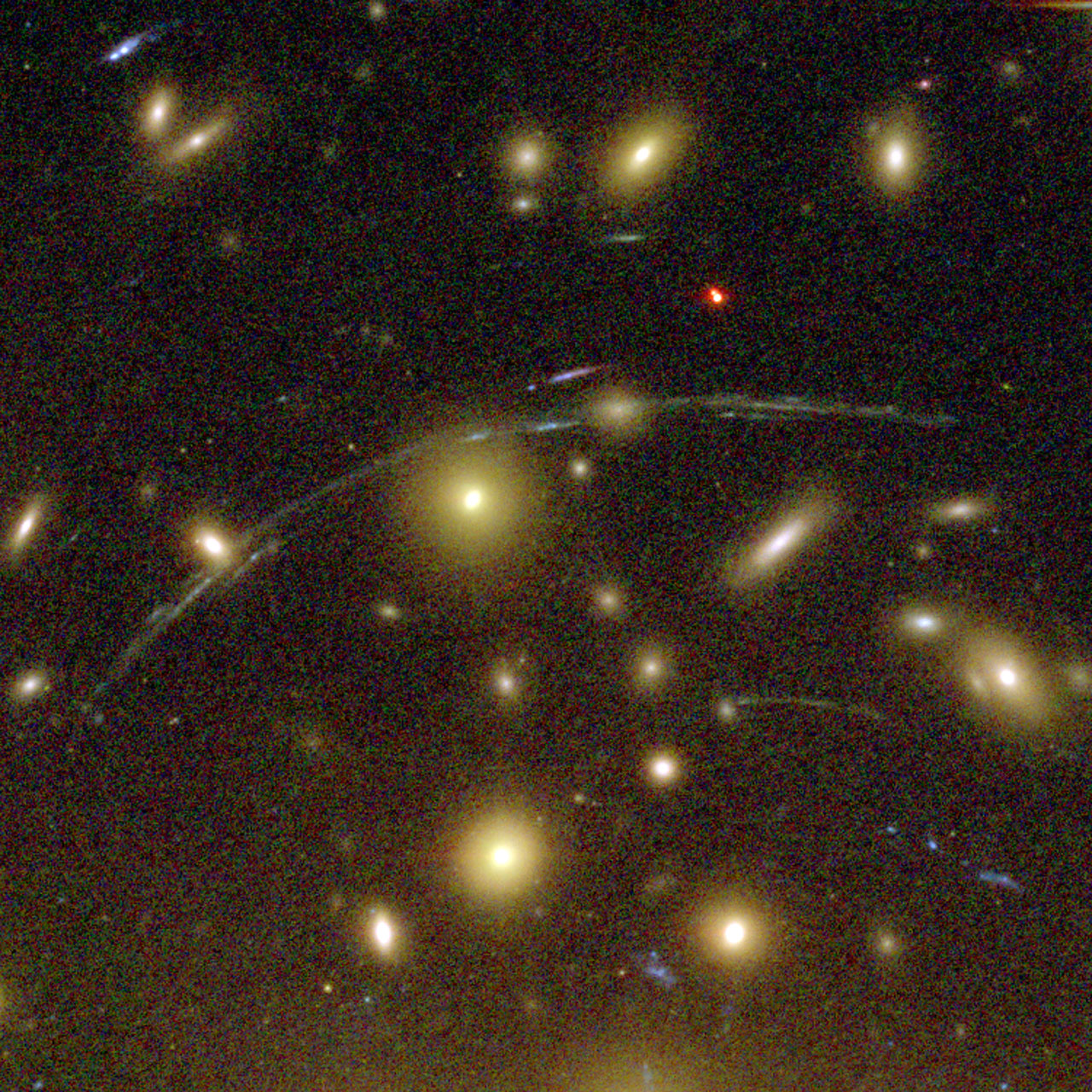
Os efeitos da lente gravitacional causados por Abell 1689.